# Film politico
Per film politico (anche film civile o film d'impegno civile) si intende un'opera cinematografica, sia di finzione che documentaria, che si ispira a una realtà sociale, politica, culturale o religiosa, allo scopo di analizzarla o denunciarne specifiche problematiche.

## Registi principali
Alcuni registi che hanno portato avanti un cinema di questo tipo sono il greco Costa-Gavras (Z - L'orgia del potere, 1969), il francese Jean-Luc Godard (Lotte in Italia, 1970), l'olandese Joris Ivens (L'Italia non è un paese povero, 1960), il britannico Ken Loach (Terra e libertà, 1995), gli italiani Elio Petri (La classe operaia va in paradiso, 1971) e Francesco Rosi (Il caso Mattei, 1971), gli statunitensi Michael Moore (Fahrenheit 9/11, 2004) e Oliver Stone (JFK - Un caso ancora aperto, 1991), il sudamericano Fernando Ezequiel Solanas (Sur, 1988).